# 圣佩尔杜
圣佩尔杜（法語：Saint-Perdoux，法語發音：[sɛ̃ pɛʁdu]）是法国洛特省的一个市镇，属于菲雅克区。 

## 地理
圣佩尔杜（44°40'24"N, 2°2'51"E）面积12.53 平方千米，位于法国奧克西塔尼大區洛特省，该省份为法国西南部内陆省份，北起顺时针与科雷兹省、康塔爾省、阿韦龙省、塔恩-加龙省、洛特-加龍省和多尔多涅省接壤。
与圣佩尔杜接壤的市镇（或旧市镇、城区）包括：卡尔达亚克、普朗代涅、维亚扎克。

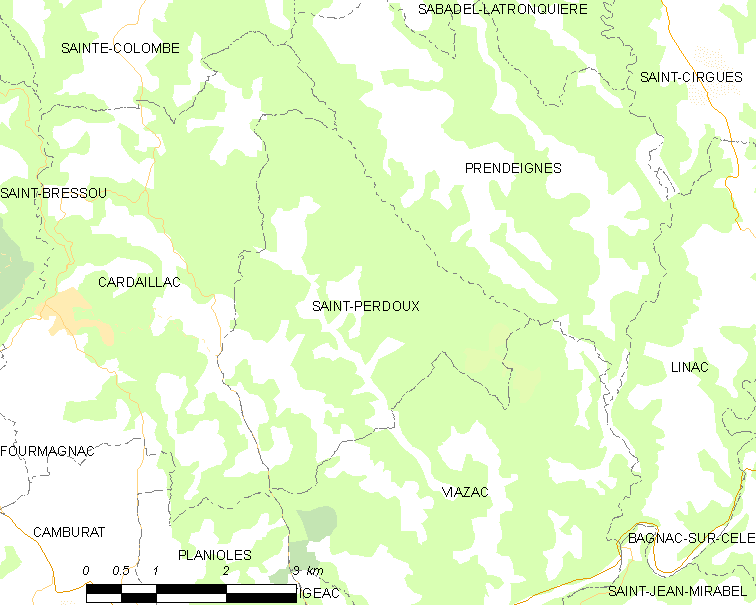
圣佩尔杜的OSM定位图

圣佩尔杜的时区为UTC+01:00、UTC+02:00（夏令时）。

## 行政
圣佩尔杜的邮政编码为46100，INSEE市镇编码为46288。

## 政治
圣佩尔杜所属的省级选区为菲雅克第二县。

## 人口

1962-2008年间圣佩尔杜人口变化图示

圣佩尔杜于2022年1月1日时的人口数量为202人。